# Denis Gremelmayr
Denis Gremelmayr, né le 16 août 1981 à Heidelberg, est un joueur de tennis allemand, professionnel de 2000 à 2013.

## Carrière
En 2005, il remporte son premier match dans un tournoi ATP à Bangkok en battant Roko Karanušić avant de s'incliner face au no 1 mondial, Roger Federer. Il atteint ensuite la finale du Challenger de Calabasas.
Il fait parler de lui en 2006, en atteignant le 3e tour de l'Open d'Australie en s'imposant notamment face à Robby Ginepri, 18e mondial au second tour (2-6, 5-7, 6-4, 6-3, 6-3). À Munich, il bat le no 9 mondial Guillermo Coria (3-6, 6-2, 6-3) et atteint les quarts de finale. Il est également huitième de finaliste à Kitzbühel et Washington.
En 2007, il remporte ses deux premiers Challenger à Düsseldorf et Eckental.
Il se révèle en 2008 en atteignant les demi-finales à Estoril et surtout à Barcelone en éliminant successivement Rubén Ramírez Hidalgo (7-67, 2-1, ab.), James Blake, 8e mondial, (6-1, 6-4), Dmitri Toursounov (6-4, 6-0) et Nicolás Almagro (6-2, 3-6, 7-67). Il est finalement battu par Rafael Nadal, 2e mondial (6-1, 6-0). Il s'agit de la meilleure performance de sa carrière. Il atteint à l'issue du tournoi la 59e place à l'ATP. En fin d'année, il est également demi-finaliste à Los Angeles en battant deux têtes de série. Il s'adjuge enfin le Challenger d'Eckental pour la deuxième année consécutive.
En 2010, il remporte trois nouveaux Challenger : Crémone, Scheveningen et Poznań.

## Parcours dans les tournois duGrand Chelem

### En simple
| Année | Open d'Australie | Open d'Australie | Internationaux de France | Internationaux de France | Wimbledon       | Wimbledon    | US Open         | US Open   |
| ----- | ---------------- | ---------------- | ------------------------ | ------------------------ | --------------- | ------------ | --------------- | --------- |
| 2006  | 3e tour (1/16)   | M. Baghdatís     | —                        | —                        | —               | —            | —               | —         |
| 2007  | —                | —                | —                        | —                        | —               | —            | —               | —         |
| 2008  | 2e tour (1/32)   | V. Spadea        | 1er tour (1/64)          | N. Djokovic              | 1er tour (1/64) | X. Malisse   | 1er tour (1/64) | S. Darcis |
| 2009  | 1er tour (1/64)  | D. Ferrer        | 1er tour (1/64)          | A. Golubev               | —               | —            | —               | —         |
| 2010  | —                | —                | —                        | —                        | —               | —            | —               | —         |
| 2011  | 1er tour (1/64)  | R. Štěpánek      | 1er tour (1/64)          | N. Davydenko             | 1er tour (1/64) | S. Devvarman | —               | —         |

N.B. : à droite du résultat se trouve le nom de l'ultime adversaire.

### En double
| Année | Open d'Australie | Open d'Australie | Internationaux de France | Internationaux de France | Wimbledon                 | Wimbledon              | US Open                    | US Open               |
| ----- | ---------------- | ---------------- | ------------------------ | ------------------------ | ------------------------- | ---------------------- | -------------------------- | --------------------- |
| 2008  | —                | —                | —                        | —                        | 2e tour (1/16) F. Cipolla | J. Björkman K. Ullyett | 1er tour (1/32) V. Troicki | E. Schwank P. Starace |

N.B. : le nom du ou de la partenaire se trouve sous le résultat ; le nom des ultimes adversaires se trouve à droite.

## Parcours dans lesMasters 1000
| Année | Indian Wells        | Miami | Monte-Carlo | Rome | Hambourg puis Madrid | Canada          | Cincinnati | Madrid puis Shanghai | Paris |
| ----- | ------------------- | ----- | ----------- | ---- | -------------------- | --------------- | ---------- | -------------------- | ----- |
| 2006  | —                   | —     | —           | —    | —                    | 2e tour C. Moyà | —          | —                    | —     |
| 2009  | 1er tour P. Starace | —     | —           | —    | —                    | —               | —          | —                    | —     |

N.B. : sous le résultat se trouve le nom de l’ultime adversaire.